# Storia della birra

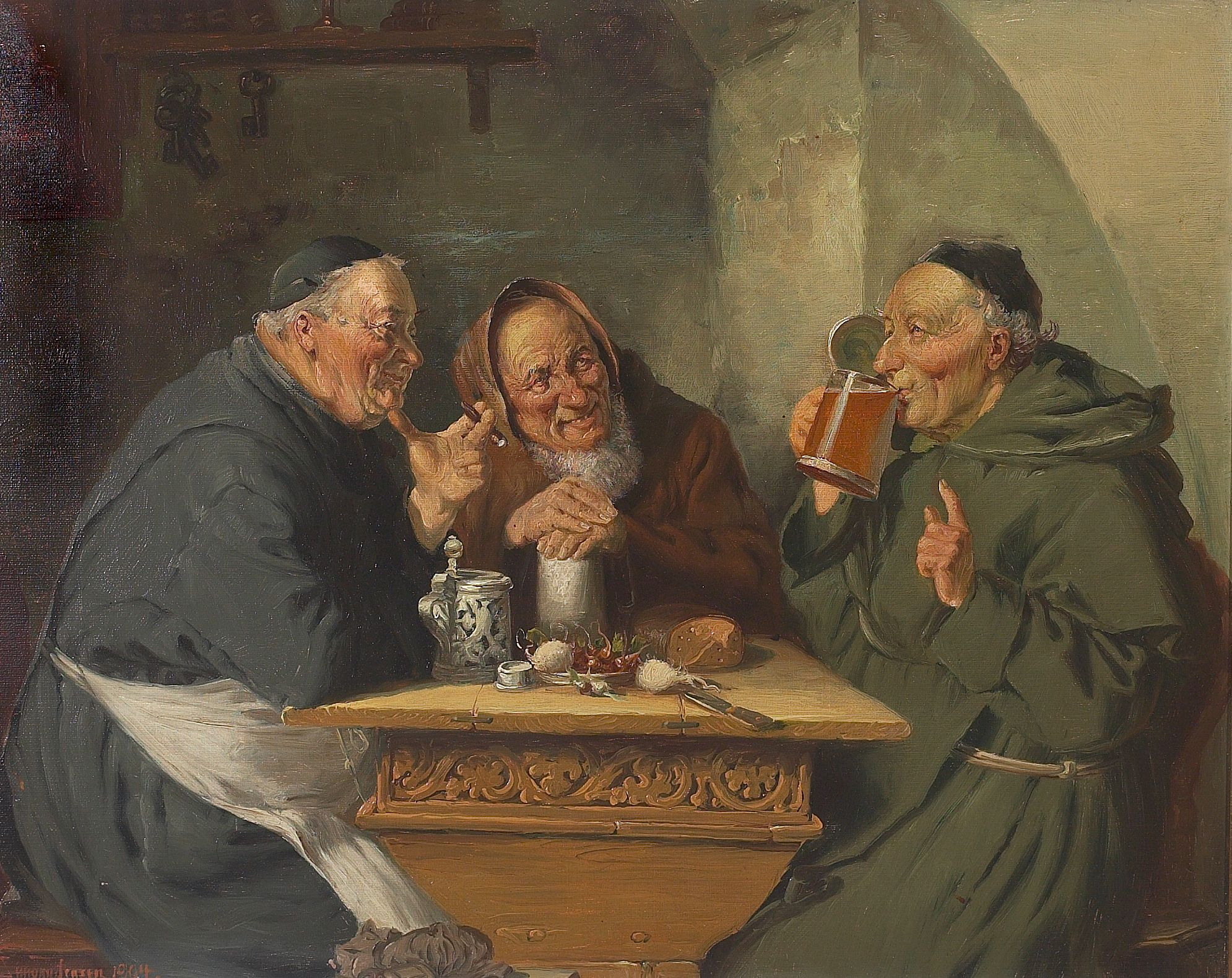
Molti importanti birrifici europei sono nati come produzione per il consumo di abbazie e monasteri

La birra è una delle più antiche bevande prodotte dall'uomo, risalente almeno al V millennio a.C. di cui rimane traccia su fonti scritte dell'Antico Egitto e della Mesopotamia.

## Etimologia
La parola italiana birra deriva dal tedesco Bier, un prestito del XVI secolo. Il termine ha rimpiazzato l'antico cervogia, che indicava le birre fatte senza luppolo.
Dalla stessa parola tedesca deriva il francese bière. Sono imparentati con Bier l'inglese beer e il neerlandese bier. L'origine della stessa parola germanica (dall'antico alto tedesco bior) è incerta: si pensa che sia un prestito del VI secolo dal latino volgare biber "bibita, bevanda", dal verbo latino bibere, oppure derivi direttamente dal protogermanico *beuwoz-, da *beuwo- "orzo".
In inglese si usa, oltre a beer, un altro termine per indicare la birra: ale. Antiche fonti inglesi fanno distinzione tra le due parole, ma non definiscono cosa si intenda per "birra" durante quel periodo, nonostante sia possibile che si riferisca all'idromele (mead). La forma dell'antico inglese beor è scomparsa subito dopo la conquista normanna dell'Inghilterra (in risposta all'introduzione del luppolo che non sarà ampiamente utilizzato per altri duecento anni), e il termine è rientrato a far parte della lingua inglese solamente secoli dopo, riferendosi esclusivamente alle bevande di malto con luppolo. Fino a quel momento il termine ale si riferì specificamente a birre senza luppolo, nonostante questa non sia più la definizione attuale della parola (indica infatti le birre ad alta fermentazione). Si ritiene che ale derivi direttamente dalla radice indoeuropea *alu-, e sia arrivata alla forma attuale attraverso il termine germanico *aluþ- . La stessa radice è all'origine dello svedese öl e del danese e norvegese øl; da queste è stata prestata alle lingue baltiche (lettone e lituano alus e a quelle baltofinniche (finlandese olut ed estone õlu).
Nei vari dialetti dello spagnolo e del portoghese la bevanda viene chiamata cerveza, cerveja o con un termine analogo a questa forma, che deriva dal latino cervēsia o cer(e)vīsia così come il francese cervoise "birra senza luppolo", da cui cervogia. La forma latina è un probabile relitto mediterraneo preindoeuropeo come cerea o caelia, bevanda fermentata usata nella Spagna romana. Il termine proto-slavo *pivo, letteralmente "bevanda", è la parola per definire la birra nella gran parte delle lingue slave, con piccole variazioni fonetiche presenti tra lingua e lingua. In greco antico – la bevanda non era tradizionale in Grecia – la parola per la birra egiziana era ζῦθος zŷthos (forse da ζύμη zýmē, "lievito"), per quella frigia o trace βρῦτον brŷton; oggi si usa un prestito dall'italiano: μπίρα bíra.

## Le prime birre

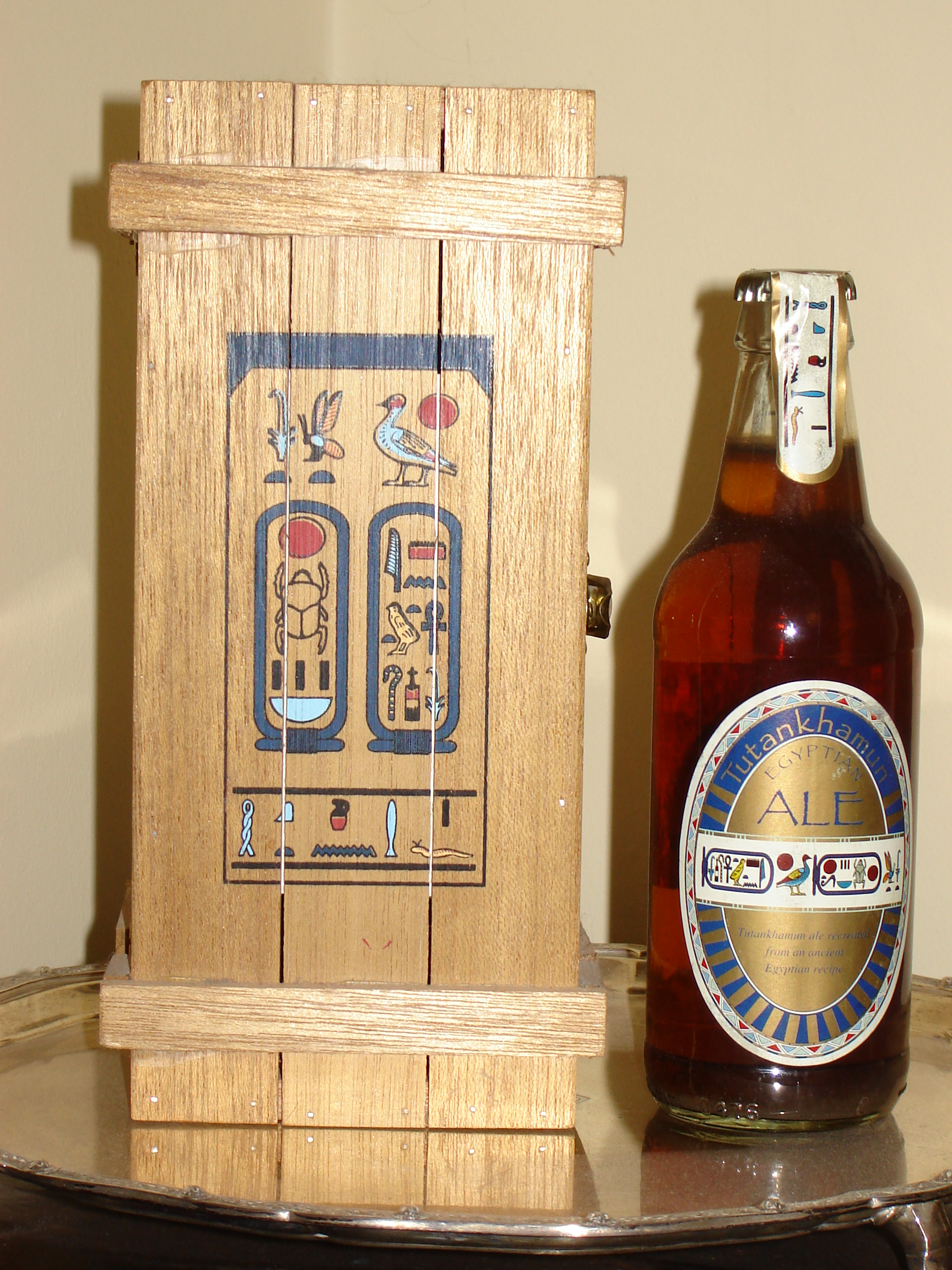
Tutankhamun Ale. Una replica autentica della birra bevuta nell'antico Egitto, preparata con il farro dalla birreria Courage nel 1996

Poiché quasi tutti i cereali che contengono certi zuccheri possono andare incontro ad una fermentazione spontanea dovuta a lieviti selvaggi presenti nell'aria, è possibile che bevande simili alla birra siano state sviluppate indipendentemente in tutto il mondo poco dopo che una tribù o una cultura presero dimestichezza con i cereali. Test chimici condotti su brocche antiche in ceramica hanno rivelato che la birra è stata prodotta per la prima volta circa 7.000 anni fa sul territorio dell'attuale Iran, e che ciò è stata una delle prime opere note di ingegneria biologica in cui è stato impiegato il processo della fermentazione.
Si pensa che in Mesopotamia la traccia più antica di birra sia una tavoletta sumera di 6.000 anni fa che ritrae persone intente a bere una bevanda con cannucce di paglia da un recipiente comune. Una poesia sumera risalente a 3900 anni fa che onora Ninkasi, la divinità patrona della produzione della birra, contiene la più antica ricetta esistente di birra, descrivendo la produzione di birra a partire dall'orzo per mezzo del pane.
Che mette in ordine le pile di cereali sbucciati,

Tu sei colei che bagna il malto posto sul terreno...

Tu sei colei che tiene con le due mani il grande dolce mosto di malto...

Ninkasi, tu sei colei che versa la birra filtrata del tino di raccolta,

È [come] l'avanzata impetuosa del Tigri e dell'Eufrate»
(Inno a Ninkasi)
La birra viene citata inoltre nell'Epopea di Gilgamesh, in cui viene servita da bere della birra al selvaggio Enkidu.
La birra divenne fondamentale per tutte le civiltà classiche dell'antico occidente che coltivavano cereali, compreso l'Egitto, a tal punto che nel 1868 James Death ha proposto la teoria nel suo libro The Beer of the Bible secondo cui la manna dal cielo che Dio ha dato agli Ebrei era una birra a base di pane, simile al porridge, chiamata wusa. L'antropologo moderno Alan Eames sostiene che la "birra è stata la forza trainante che ha spinto gruppi nomadi ad una vita sedentaria... È stato questo forte desiderio di avere materiale per produrre birra che ha portato alla coltivazione, ad insediamenti permanenti e all'agricoltura".
Le conoscenze sulla birra vennero tramandate ai Greci: al riguardo Platone avrebbe scritto che "Deve essere stato un uomo saggio a inventare la birra."
Il 26 novembre 1995 è stato ritrovato, in una necropoli della cultura di Golasecca presso Pombia (NO), un bicchiere d'impasto databile intorno al 560 a.C., collocato ritualmente sopra le ceneri nell'urna, con resti di una probabile birra rossa di gradazione medio-alta. Le particolari condizioni di conservazione della tomba hanno consentito per la prima volta, attraverso le analisi condotte sul residuo anidro conservato nel bicchiere collocato nell'urna cineraria, di individuare con buona probabilità la natura di una bevanda presente come offerta funeraria all'interno di una tomba golasecchiana. L'identificazione della sostanza come birra con luppolo comporterebbe la retrodatazione della birra moderna all'età del ferro ad opera delle popolazioni Liguri
La birra ebbe un'importanza notevole per i primi Romani, ma durante il periodo repubblicano il vino divenne la bevanda alcolica d'elezione; la birra cominciò ad essere considerata una bevanda adatta solamente ai barbari; Tacito scrisse della birra prodotta dalle popolazioni germaniche del tempo con toni dispregiativi.
Anche i Traci sono noti per aver consumato birra (brŷton o brŷtos, secondo fonti greche) fatta a partire dalla segale, sin dal V secolo a.C., come scrive Ellanico di Lesbo nelle sue opere.

## Europa medievale
La birra è stata una delle bibite più diffuse durante il Medioevo: essa veniva consumata giornalmente da tutte le classi sociali nei paesi del nord e dell'est Europa dove la coltivazione della vite era difficoltosa o impossibile. Nel sud Europa, dove invece il vino era la bevanda più diffusa, la birra veniva consumata principalmente dalle classi più basse: ciò accadeva poiché la purezza dell'acqua poteva essere garantita solo di rado, mentre le bevande alcoliche venivano bollite (e quindi pressoché sterilizzate) durante il processo di produzione. Nel nord Europa la birra forniva inoltre una quantità notevole di calorie giornaliere: in Inghilterra e nei Paesi Bassi, il consumo pro-capite era di 275-300 litri (60-66 galloni) all'anno durante il Basso medioevo, periodo in cui la birra veniva servita ad ogni pasto. Sebbene fosse probabilmente una delle bevande più scelte in Europa, la birra veniva etichettata dalla scienza come sostanza poco salubre, principalmente perché gli antichi greci e i medici arabi avevano condotto pochi esperimenti su di essa. Nel 1256 Aldobrandino da Siena descrisse la natura della birra nel modo seguente:
(Aldobrandino da Siena)
L'impiego del luppolo nella birra è stato descritto nell'822 da un abate carolingio; ancora, nel 1067 la badessa Ildegarda di Bingen scriveva:
(Ildegarda di Bingen)
La pratica dell'aromatizzazione con il luppolo era nota almeno dal IX secolo, ma fu adottata solo gradualmente a causa di problemi nello stabilire la giusta proporzione dei vari ingredienti. Prima del luppolo veniva utilizzata la gruit, una miscela di varie spezie, che però non aveva le stesse proprietà conservanti del primo: la birra aromatizzata senza luppolo, infatti, veniva bevuta subito dopo la preparazione e non poteva essere esportata; l'unica alternativa era aumentare il contenuto di alcol, ma ciò risultava piuttosto costoso. La birra luppolata fu perfezionata nei comuni della Germania a partire dal XIII secolo: come risultato, poiché questa birra risultò più duratura, si cominciò ad esportarla su vasta scala, anche grazie all'impiego di botti di dimensioni standardizzate. I comuni tedeschi introdussero inoltre una nuova scala di gestione ed un livello di professionalità mai raggiunti prima. In precedenza la birra veniva prodotta da uno o due uomini, durante questo periodo invece la produzione venne gestita da otto-dieci persone: questo modello si diffuse nella Contea d'Olanda nel XIV secolo e in seguito nella Contea delle Fiandre, nel Ducato di Brabante e raggiunse l'Inghilterra alla fine del XV secolo.
Nel XIV secolo in Inghilterra furono introdotte delle leggi per imporre l'uso del luppolo, ed in seguito furono introdotte leggi simili in altri paesi. In Inghilterra queste leggi portarono a sollevazioni di contadini: questi sostenevano che il luppolo rovinasse il sapore della birra. Le rivolte furono comunque represse brutalmente.

### La birra nella cultura norrena
La birra, fra le genti del Nord Europa, era considerata una bevanda sacra per i guerrieri: come ogni liquido fermentato, essa ha subito un processo di purificazione e può trasmettere all'uomo le energie della terra nella loro totalità.
Nell'Hávamál, all'inizio del racconto, vi è una vera e propria dissertazione sui metodi dell'ospite e ci sono alcuni versi dedicati alla birra:
vegra hann velli at

en sé ofdrykkja öls.

Era svá gott,

sem gott kveða

öl alda sonom;

þvíat færa veit

er fleira drekkr,

síns til geðs gumi.

Óminnis hegri heitir

sá er yfir ölðrom þrumir,

hann stelr geði guma;

þess fugls fjöðrom

ek fjötraðr vark

í garði Gunnlaðar.

Ölr ek varð,

varð ofrölvi,

at ins fróða Fjalars;

því er ölðr bazt,

at aptr uf heimtir

hverr sit geð gumi.»
non ci si porta per campi

del bere smodato di birra.

Non è così buona

come buona dicono

la birra per i figli degli uomini.

Poiché poco controllo ha

l'uomo che troppo beve

del suo intelletto.

«Airone dell'oblio» è chiamato

chi indugia in birreria;

rapisce la ragione all'uomo.

Dalle penne di quell'uccello

io stesso venni incatenato

nella fortezza di Gunnlöð.

Ebbro io divenni

ebbro senza misura,

accanto al saggio Fjalarr.

Ché la birra è ottima,

a patto che mantenga

il suo intelletto, l'uomo.»
(Edda poetica - Hávamál - Il discorso di Hárr XI - Traduzione di Dario Giansanti)
La birra, per le sue capacità è considerata un dono prezioso, come si evince da questi versi del Sigrdrífumál:
brynþings apaldr,

magni blandinn

ok megintíri;

fullr er hann ljóða

ok líknstafa,

góðra galdra

ok gamanrúna.»
o melo dell'assemblea delle corazze,

mescolata con forza

e grande fama,

colma di canti

e di rune salutari,

di buoni incantesimi

e rune di gioia.»
(Edda poetica - Sigrdrífumál - Traduzione di Gianna Chiesa Isnardi)

## Europa all'inizio dell'età moderna

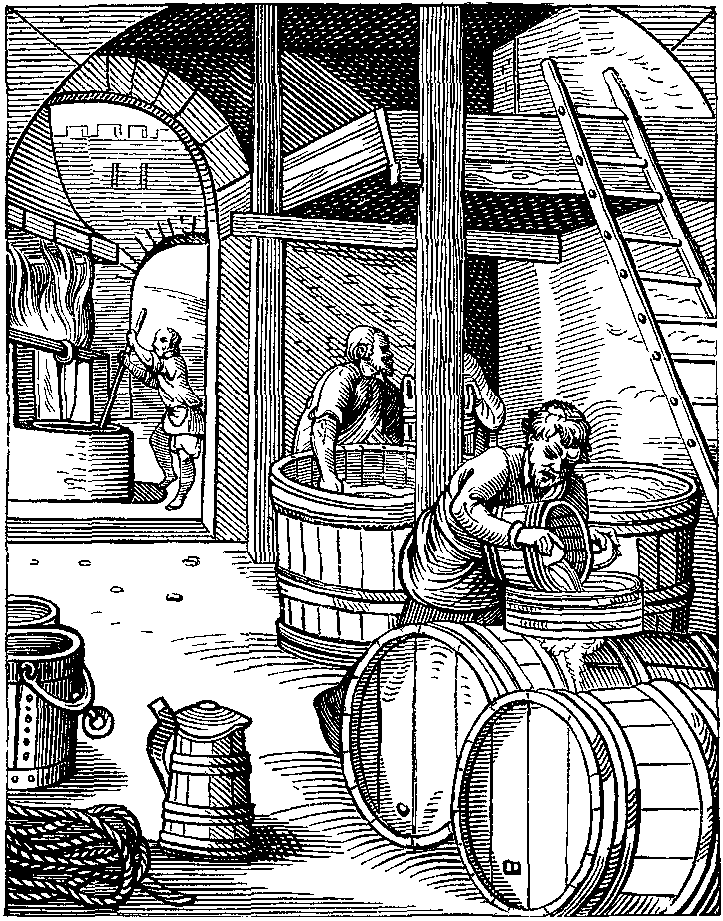
Un birrificio del XVI secolo

In Europa, la birra rimase un'attività casalinga durante tutto il Medioevo. La fabbrica di birra più antica ancora attiva è il birrificio Weihenstephaner in Baviera gestito da un'abbazia, che ottenne i diritti per produrre birra dalla città limitrofa di Frisinga. A partire dal XIV e XV secolo, la produzione di birra passò gradualmente dall'essere un'attività familiare ad essere un'attività artigianale: i pub e i monasteri cominciarono a produrla in proprio per un consumo di massa.
Nell'Inghilterra del XV secolo, una birra senza luppolo era nota come ale, mentre l'uso di questo trasformava la bevanda in birra. La birra con il luppolo venne importata in Inghilterra dai Paesi Bassi fin dal 1400 a Winchester, e il luppolo stesso cominciò ad essere piantato sull'isola a partire dal 1428. La popolarità del luppolo all'inizio era incerta, la Brewers Company of London arrivò a dichiarare "no hops, herbs, or other like thing be put into any ale or liquore wherof ale shall be made — but only liquor (water), malt, and yeast." ("né luppolo, né erba né altra sostanza deve essere messa nella ale o nella bevanda alcolica in cui deve essere preparata la ale; ma solo acqua, malto e lievito"). Tuttavia, a partire dal XVI secolo, il termine "ale" cominciò a riferirsi a qualsiasi birra forte, e tutte le ale e le birre vennero luppolate.
Nel 1516, Guglielmo IV, Duca di Baviera, approvò la Reinheitsgebot ("requisito di purezza", in tedesco), forse la più antica regolamentazione in uso fino al XX secolo. La Gebot prescriveva che gli ingredienti della birra fossero ristretti ad acqua, orzo e luppolo, con l'aggiunta del lievito dopo la sua scoperta da parte di Louis Pasteur nel 1857. La legge bavarese fu applicata in tutta la Germania subito dopo l'unificazione tedesca nell'Impero tedesco ad opera di Otto von Bismarck nel 1871, e da allora è stata aggiornata per riflettere le tendenze moderne nella produzione della birra. Ad oggi, la Gebot viene considerata un segno di purezza per le birre, sebbene ciò sia dibattuto.
La maggior parte delle birre fino a tempi relativamente recenti erano quelle oggi chiamate ale. Le lager furono prodotte per caso nel XVI secolo dopo che la birra venne conservata in grotte fresche per lunghi periodi di tempo; da allora hanno ampiamente distanziato le ale in termini di volume prodotto.

## Asia
Sono state ritrovate tracce preistoriche che mostrano che la produzione di birra è iniziata intorno al 5.400 a.C. ad opera dei Sumeri (che erano insediati nell'Iraq del sud). Alcune recenti scoperte archeologiche mostrano anche che i paesani cinesi producevano bevande alcoliche già dal 7.000 a.C. Comunque, questi sforzi preistorici per produrre la birra erano su piccola scala (se non individuale) non certo su scala dell'odierna industria birraia. La prima birreria asiatica venne registrata nel 1855 (sebbene fosse stata fondata precedentemente) da Edward Dyer a Kasauli nelle Montagne Himalayane in India, sotto il nome di Dyer Breweries. L'azienda esiste ancora ed è chiamata Mohan Meakin Brewery, ed oggi comprende un grande gruppo di imprese.

## La Rivoluzione Industriale

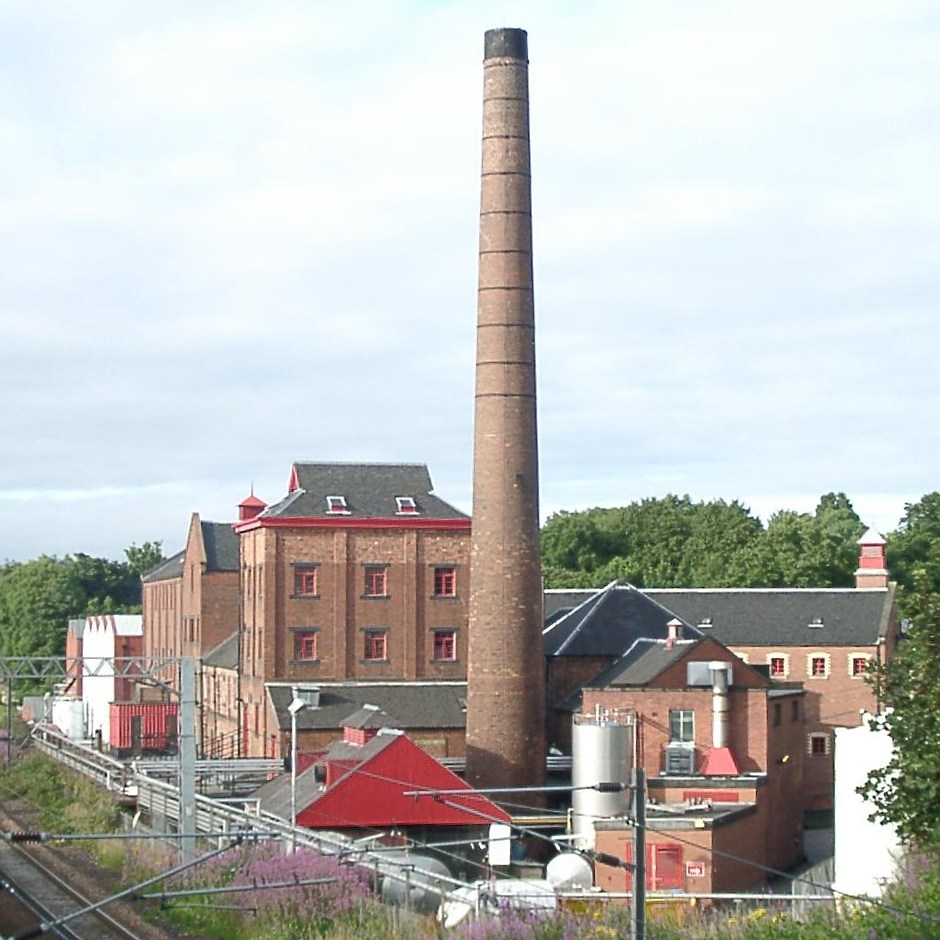
La Caledonian Brewery, fondata nel 1869, ad Edimburgo, Scozia

A seguito di importanti miglioramenti nell'efficienza del motore a vapore nel 1765, l'industrializzazione della birra divenne realtà. Ulteriori innovazioni nel processo di produzione della birra si ebbero con l'introduzione del termometro nel 1760 e del densimetro nel 1770, strumenti che permisero ai birrai di aumentare l'efficienza.
Prima della fine del XVIII secolo, il malto veniva essiccato principalmente su fiamme provenienti dal legno, dalla carbonella o dalla paglia, e dopo il 1600 dal carbone coke.
In generale, nessuno di questi malti era abbastanza protetto dal fumo provocato dal processo di essiccamento, e di conseguenza le prime birre avevano un retrogusto "fumoso" nel loro sapore; le prove indicano che i venditori di malto e i produttori di birra cercarono costantemente di minimizzare la fumosità delle birre prodotte.
Scrittori dell'epoca descrivono il sapore caratteristico derivato da malti essiccati con legna e il disgusto quasi universale che questo causava. Le birre e le ale fumose del West Country erano famose per essere imbevibili ad eccezione che per la gente del posto e per i disperati:
("Directions for Brewing Malt Liquors" (1700))

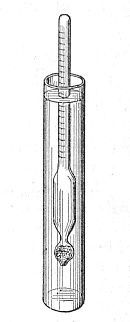
Un densimetro, usato per misurare la gravità specifica dei liquidi

Il malto essiccato con legna aveva un sapore orribile, ma alcuni birrai di Londra una volta lo usavano perché era economico e dopo averlo fatto invecchiare in una birra molto luppolata il suo sapore "fumoso" si notava a malapena.
Tuttavia il malto brown essiccato con paglia preferito a Londra era il meno ricercato: questa è la ragione principale per cui veniva valutato più della varietà essiccata a legna. In un libro del 1830 circa , c'è un capitolo su cosa può andare male durante il maltaggio. Il malto fumoso veniva considerato un serio errore:
("Town and Country Brewery Book")
Il densimetro trasformò il modo di produrre la birra: prima della sua introduzione le birre erano fabbricate da un malto singolo: braunbier da malto tostato (brown), birre amber da malto amber, pale beer da malto pale. Con l'utilizzo del densimetro i birrai poterono calcolare la produzione a partire da malti differenti e osservarono che il malto pale, sebbene fosse più costoso, forniva più materiale fermentabile rispetto a malti più economici: ad esempio il malto brown (usato per la birra Porter) fruttava 54 libbre (circa 24,5 kg) di estratto ogni quarto, mentre il malto pale forniva 80 libbre (circa 36 kg). Una volta venuti a conoscenza di ciò i produttori di birra cominciarono ad usare prevalentemente malto pale per tutte le birre con l'aggiunta di piccole quantità di malto molto colorato per raggiungere il colore corretto per le birre più scure.
L'invenzione del tostacaffè nel 1817 ad opera di Daniel Wheeler permise la creazione di malti molto scuri e tostati, contribuendo al sapore delle birre porter e stout: il suo sviluppo venne stimolato da una legge britannica del 1816 che proibiva l'uso per la birra di qualsiasi ingrediente che non fosse malto e luppolo. I fabbricanti di porter, utilizzando un malto macinato prevalentemente pale ebbero urgente bisogno di un colorante legale: il malto prodotto dalla macchina di Wheeler fu la soluzione.
La scoperta di Louis Pasteur del ruolo del lievito nella fermentazione nel 1857 fornì ai produttori di birra metodi per prevenire l'inacidimento della birra ad opera di sgraditi microrganismi.

## La birra nei tempi moderni

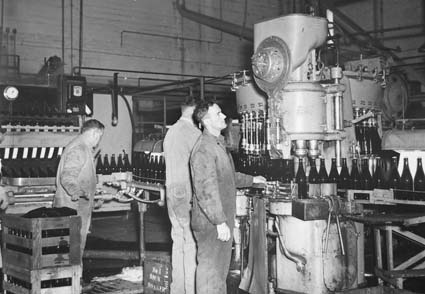
Imbottigliamento di birra in un impianto moderno, 1945, Australia

Nel XIX secolo, fra le prime produzioni di birra in Italia si ricordano: la Wührer di Brescia, la Pasqui di Forlì, la Peroni di Vigevano, poi di Roma; la Moretti di Udine.
Negli Stati Uniti, prima del proibizionismo esistevano migliaia di fabbriche di birra, la gran parte delle quali produceva birre forti, di stampo europeo. A partire dal 1920, molte di queste fabbriche fallirono, anche se alcune avevano cominciato a produrre bevande analcoliche o ad intraprendere altre attività. Le birre di contrabbando vennero spesso annacquate per aumentare i profitti, dando così inizio al trend, ancora oggi in atto, che vuole che gli Statunitensi preferiscano le birre più leggere. In seguito il consolidamento delle fabbriche di birra e l'applicazione di alcuni standard per il controllo di qualità industriale condussero alla produzione e alla distribuzione di massa di imponenti quantità di lager leggere. Le fabbriche di birra più piccole, comprese le microbirrerie, i produttori artigianali e gli import, servirono il segmento del mercato americano a cui piaceva le birre più pesanti.
In molte nazioni i birrifici che iniziarono la propria attività su scala domestica guidate da immigrati tedeschi, o in genere europei, si trasformarono in grandi compagnie, passando spesso di mano con più attenzione ai profitti che alle tradizioni di qualità, dando così luogo ad una degradazione del prodotto finale. Ad ogni modo spesso queste compagnie hanno provato a continuare sul solco delle tradizioni di eccellenza mentre crescevano enormemente.
Nel 1953 il neozelandese Morton W. Coutts sviluppò la tecnica della fermentazione continua. Coutts brevettò il suo processo che prevedeva che la birra scorresse in taniche sigillate, fermentando sotto pressione, e non venendo mai a contatto con l'atmosfera, anche quando veniva imbottigliata: questo procedimento viene usato dalla Guinness.
Oggi l'industria birraria è un business di proporzioni globali, composto da alcune industrie multinazionali e da molte migliaia di produttori più piccoli che vanno dai brewpub ai birrifici regionali. I progressi nella refrigerazione, nella spedizione internazionale e transcontinentale, nella distribuzione e nel commercio hanno dato vita ad un mercato internazionale in cui il consumatore può scegliere letteralmente tra centinaia di vari tipi di birra locale, regionale, nazionale ed estera.

## Mitologia

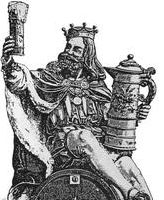
Gambrinus – re della birra

- Il poema epico finlandese Kalevala, raccolto in forma scritta nel XIX secolo ma basato su tradizioni orali di molti secoli addietro, dedica più righe all'origine e alla produzione di birra che all'origine dell'umanità.
- La canzone da pub britannica "Beer, Beer, Beer"[21] attribuisce l'invenzione della birra al fantomatico Charlie Mopps, ma la storia ci racconta che solo molto avanti nella storia britannica della birra, questa conteneva luppolo:

When all there was to drink was nothin' but cups of tea,
Along came a man by the name of Charlie Mopps
And he invented the wonderful drink, and he made it out of hops.
...»
Quando tutto quello che c'era da bere erano solo tazze di tè,
Arrivò un uomo chiamato Charlie Mopps
Ed egli inventò la meravigliosa bevanda, e la fece con il luppolo.
...»
(Estratto di testo da "Beer, Beer, Beer")
- Al mitico re fiammingo Gambrinus (da Jan Primus), talvolta viene attribuita l'invenzione della birra.
- Secondo una leggenda ceca, il dio Radigost, dio dell'ospitalità, inventò la birra.
- Ninkasi era la dea padrona della produzione della birra al tempo degli antichi Sumeri.

## Antropologia
In alcune parti dell'Africa la preparazione e il consumo collettivo di birra sono importanti fattori di coesione sociale; per esempio i Nande del Congo la considerano il ritorno degli avi sotto forma di cibo; tra i Kaguru della Tanzania la birra assume un'importanza pari alla danza nei riti di passaggio.